# Сезонномерзлий шар
Сезонномерзлий шар (рос. сезонномёрзлый слой, англ. seasonally frozen layer; нім. jahreszeitgemäß gefrorene Schicht) – верхній горизонт гірських порід (ґрунтів), що утворюються в осінньо-зимовий час внаслідок сезонного промерзання ґрунтів. Найбільших глибин він досягає в ґрунтах з низькою вологістю при сер. т-рах порід, близьких до 0°C, і високій континентальності клімату.